# Lisova Lîsiivka, Kalînivka
Lisova Lîsiivka (în ucraineană Лісова Лисіївка) este o comună în raionul Kalînivka, regiunea Vinnița, Ucraina, formată numai din satul de reședință.

## Demografie
Componența lingvistică a satului Lisova Lîsiivka
     Ucraineană (99,01%)
     Alte limbi (0,7%)
Conform recensământului din 2001, majoritatea populației satului Lisova Lîsiivka era vorbitoare de ucraineană (99,01%), existând în minoritate și vorbitori de alte limbi.